# Anisogaster reticulatus
Anisogaster reticulatus là một loài bọ cánh cứng trong họ Cerambycidae.